# Scout (Rakete)

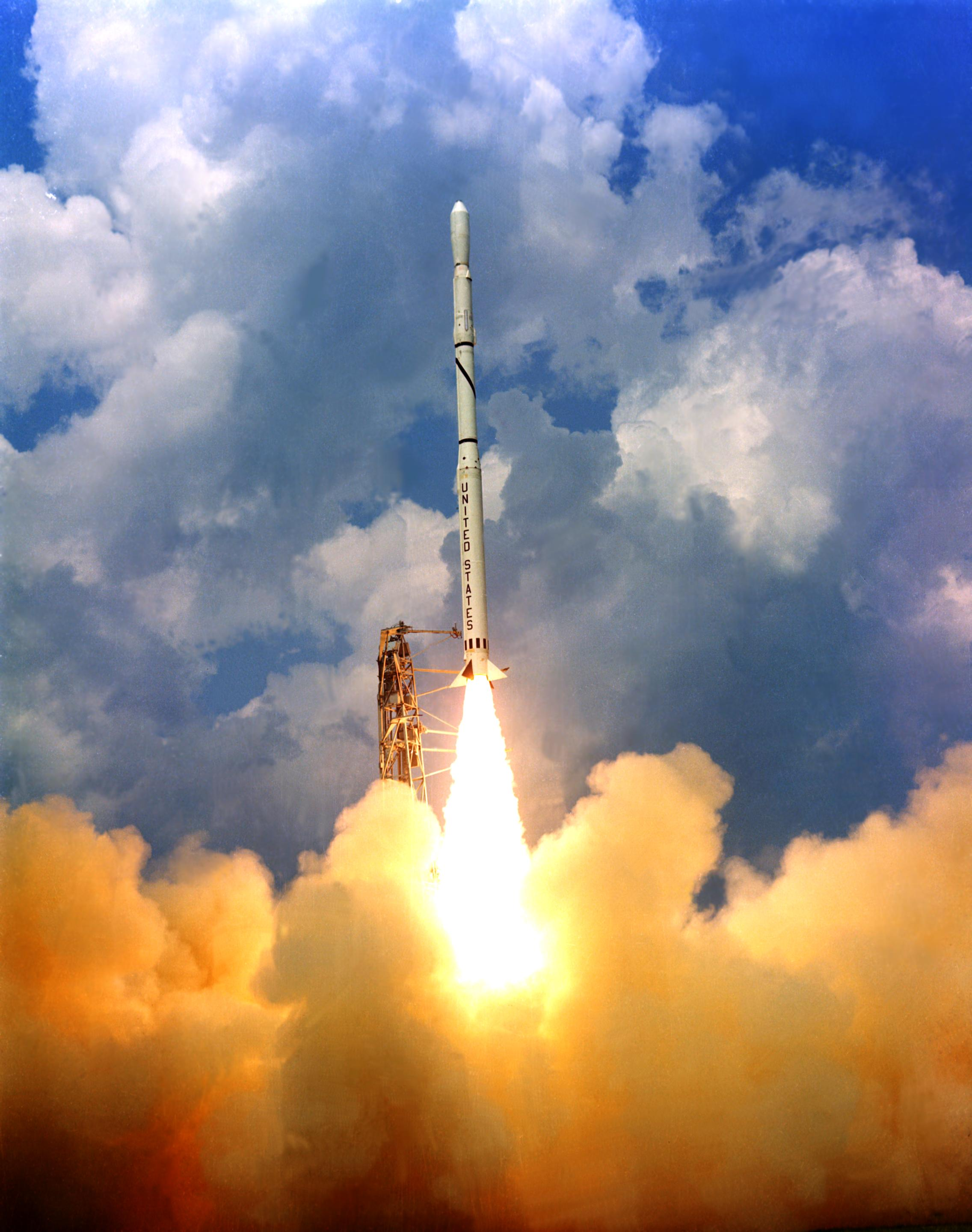
Start einer Scout (NASA)

Die Scout war eine US-amerikanische Trägerrakete, welche auch von der European Space Research Organisation (ESRO) verwendet wurde. Für den Start wissenschaftlicher Kleinsatelliten wurde ab 1958 von der NASA eine billige und unkomplizierte Rakete verlangt. Diese wurde von der Firma Ling-Temco-Vought Aerospace gebaut. Der erfolgreiche Erststart war am 4. Oktober 1960.
Die Scout-Rakete verwendet in allen vier Stufen Feststofftriebwerke. Sie wurde von Vandenberg und der Wallops Flight Facility gestartet, um kleine Satelliten in den Orbit zu bringen. Von 1967 bis 1988 erfolgte der Start der Scout auch von der vor Kenia verankerten italienischen San-Marco-Plattform. Der letzte Start einer Scout-Rakete fand am 9. Mai 1994 vom SLC 5 der Vandenberg AFB statt und beförderte den Satelliten MSTI-2 ins All.
Der einfache Grundaufbau und die geringen Kosten machten die Scout zur Basis eigener Entwicklungen in anderen Ländern, so Italien, Argentinien und Indien, auch wenn diese Projekte zum Teil frühzeitig an der Finanzierung scheiterten.

## Aufbau
- Die erste Stufe Algol wurde aus einer Entwicklungsstufe der Polaris-Mittelstreckenrakete abgeleitet.
- Die zweite Stufe Castor wurde aus dem Triebwerk der militärischen Sergeant-Kurzstreckenrakete entwickelt.
- Die dritte Stufe Antares stammt aus der Entwicklung der dritten Stufe der Vanguard-Rakete.
- Die vierte Stufe Altair wurde ebenfalls von der Vanguard abgeleitet.
- In einigen Fällen (Scout C und Scout E) wurde noch eine fünfte Stufe Alcyone verwendet.